# Citigroup
Citigroup Inc. é a maior empresa do ramo de serviços financeiros do mundo de acordo com a revista Forbes.[carece de fontes?] Tem sede na cidade de Nova Iorque. A sua formação foi anunciada em 7 de abril de 1998, a partir da fusão do Citicorp com o Travelers Group. Foi a primeira empresa americana a unir seguros com serviços bancários desde a Grande Depressão. Possui cerca de 300 000 funcionários e mais de 200 milhões de clientes em mais de 100 países, com seus ativos valendo algo em torno de 1,6 trilhão de dólares estadunidenses. É o principal negociador do Tesouro dos Estados Unidos e suas ações fazem parte do índice Dow Jones. Por ser uma das maiores empresas do mundo, possui grande patrimônio financeiro e se ocupa em financiar projetos de desenvolvimento através de sua linha de crédito com empréstimos a juros baixos.[carece de fontes?]

## História

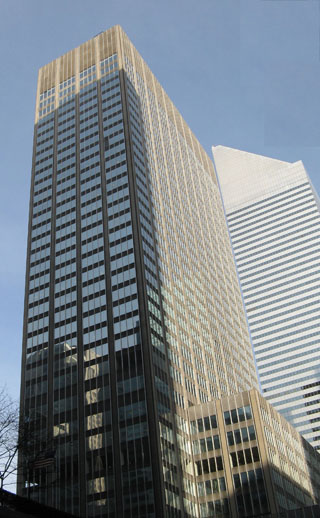
A sede da empresa, em Nova Iorque

Em 5 de setembro de 2006, o Citigroup anunciou que o ex-primeiro-ministro de Singapura, Lee Kuan Yew, aceitara ser seu conselheiro. Ele passaria a fornecer conselhos à diretoria do Citigroup em desenvolvimentos de negócios internacionais que impactassem a economia e os negócios globalmente.
Em 11 de novembro de 2011, anunciou a venda da gravadora EMI para a Vivendi por 1,2 bilhão de libras esterlinas.

### Divisão
O Citigroup anunciou que vai se dividir em duas unidades de negócio, para conter o prejuízo líquido de 8,29 bilhões de dólares estadunidenses que ocorreu no quarto trimestre de 2008 (1,72 dólares por ação). As unidades que não possuírem problemas serão mantidas sob o nome de Citicorp e as unidades que apresentarem problemas passarão a se chamar Citi Holdings.